# Temporada de huracanes del Pacífico de 1983
La temporada de huracanes del Pacífico de 1983 fue la temporada más larga jamás registrada en ese momento. Comenzó el 15 de mayo en el Pacífico Oriental, y el 1 de junio en el Pacífico Central y se prolongó hasta el 30 de noviembre de 1983. Estas fechas delimitan convencionalmente el periodo de cada año cuando la mayoría de ciclones tropicales se forman en el Océano Pacífico noreste. Durante la temporada de 1983, hubo 21 tormentas con nombre, que era un poco menos que la temporada anterior. Por otra parte, ocho tormentas alcanzaron la categoría de huracán mayor, o la categoría 3 o superior en la escala de viento de huracanes de Saffir-Simpson (SSHWS). La descomposición 1982-1983 El Niño probablemente contribuyó a este nivel de actividad. Así mismo El Niño influyó en una zona muy tranquila temporada de huracanes en el Atlántico.
La primera tormenta de la temporada, el Huracán Adolph se convirtió en el ciclón más meridional del pacífico oriental después de formarse a una latitud de 7.1° N. Después de un comienzo lento, la actividad repuntó en julio, cuando el huracán Gil se movió a través de las islas de Hawái, lo que resulta en un daño moderado. A principios de agosto, el huracán Ismael fue responsable de tres muertes y $ 19 millones ( 1983 USD) en daños. 
Durante principios de septiembre, los huracanes Kiko y Lorena trajeron un daño significativo y siete muertes hasta el sur de México. 
Un mes más tarde , la tormenta tropical Octave se convirtió en el peor de los ciclones tropicales en el registro de afectar Arizona. Octave mató a 15 personas y causó $ 500 millones en daños a Arizona y $ 12,5 millones para Nuevo México.
Más tarde, en octubre, el huracán Tico fue un huracán intenso en el momento de su avistamiento de tierra y por lo tanto dejó 25.000 personas sin hogar. Los daños en todo el país se estimaron en $ 200 millones, mientras que se informaron 135 muertes en México. Aunque la mayor parte de su impacto se produjo en México, los restos de Tico trajeron importantes inundaciones en el centro de Estados Unidos, lo que resultó en seis muertes y $ 42 millones en daños. Unos días más tarde, el huracán Raymond plantea una amenaza a Hawái, pero hizo poco daño real. 
La última tormenta de la temporada, el huracán Winnie, era un raro ciclón de diciembre.

## Resumen de la Temporada
Durante la temporada de 1983, un total de 21 tormentas con nombre formados, que era muy por encima de la media de 15.
Sin embargo, este total fue ligeramente menos activo que el Pacífico la temporada 1982 de huracanes, que vio un entonces registro de 23 tormentas.
Sin embargo, 1983 fue en ese momento la temporada más activa en la zona de responsabilidad del Centro de Huracanes del Pacífico Oriental (EPHC),
pero este récord en sí fue superada durante la temporada de huracanes del Pacífico 1985, y de nuevo en la temporada de huracanes del Pacífico de 1992. 
Además, 12 tormentas alcanzaron intensidad de los huracanes, que estaba por encima de la media de ocho. De los 12 huracanes, ocho alcanzaron la categoría 3 o mayor intensidad en el SSHWS. La temporada comenzó el 21 de mayo con la formación de Adolph y terminó el 9 de diciembre, con la disipación del huracán Winnie. Duró 201 días de 1983 fue la temporada más larga de la historia. Hubo un total de 1.238 horas de tormenta, que era la mayor cantidad en cuatro años. A pesar de la actividad en la responsabilidad advertencia de la EPHC, solo dos tormentas formadas en el área de responsabilidad del Centro de Huracanes del Pacífico Central (APS-I), tanto de que permaneció depresiones. Un moderado el Niño estuvo presente durante toda la temporada, con la temperatura del agua a través del Pacífico ecuatorial central era casi el 5 °F ( 0,6 °C ) por encima de lo normal. la oscilación decadal del Pacífico (PDO) estaba en una fase de calentamiento, durante este período de tiempo. estos dos factores son conocidos para mejorar la actividad temporada de huracanes del Pacífico. Por otra parte, 1983 fue en medio de una era en todos, pero la temporada de 1988 de huracanes del Pacífico fue cerca o por encima del promedio. También a pesar de una temporada relativamente activa, no hay tormentas desarrollaron dentro de la cuenca del Pacífico Central.
Una tormenta en 1983 se formó en mayo, un evento tiene lugar cada dos años en promedio. Otra tormenta se formó en junio, que estaba por debajo del promedio de 1,7 tormentas de junio. A pesar de un comienzo algo lento, la actividad repuntó en julio, donde se formaron 6 tormentas. Este fue el doble de la media, aunque solo dos de la tormenta hasta el momento habían superado la intensidad del huracán. Aunque agosto fue menos activa, con solo 3 tormentas en desarrollo, en comparación con la media de 4, dos de las tormentas que se formó en julio duró hasta comienzos del mes. Sin embargo, la actividad recogió una copia de seguridad de nuevo en septiembre, con 5 tormentas forman, lo que estaba por encima del promedio de 3. Tres tormentas también se formó en octubre, que fue dos tormentas encima de lo normal. Una tormenta se desarrolló en noviembre, así, un hecho un tanto inusual. Por primera vez desde 1947, un huracán desarrolló en diciembre.
Tres tormentas durante la temporada llegaron a tierra en México. La primera, Adolph lo hizo en mayo. El segundo, Tico, golpeó cerca de Mazatlán como un poderoso huracán, lo que resulta en un daño severo. Alrededor de este tiempo , una depresión tropical débil tocó tierra a lo largo de la parte occidental de la nación. Además, la depresión tropical Raymond tocó tierra en Hawái a finales de octubre. cazadores de huracanes voló a 2 tormentas dentro del EPHC zona (Manuel e Ismael). por otra parte, volaron en 3 tormentas en el área de la APS-I de la responsabilidad, las tormentas tropicales Gil y Narda, y el huracán Raymond.

## Tormentas

### Huracán Adolph
El 21 de mayo, formó una depresión tropical a 500 millas (805 km) al suroeste de Managua,  a una latitud de 7.1 ° N, convirtiéndose en la más meridional formación de ciclones tropicales en la cuenca del Pacífico este. A medida que la depresión se dirigió poco a poco oeste-noroeste sobre extremadamente cálidas temperaturas de la superficie del mar, se intensificó de manera constante. Más tarde ese día, la depresión se intensificó en la tormenta tropical Adolph. Una mayor intensificación ocurrió como Adolph dirigió hacia el oeste-noroeste; el 24 de mayo, el EPHC informó que Adolfo había fortalecido en un huracán, el establecimiento de un entonces récord para el huracán más antiguo conocido en la cuenca, aunque esto fue posteriormente superado por el huracán Alma en mayo de 1990. Poco después, la tormenta viró hacia el noroeste y se intensificó en un huracán de categoría 2 en la SSHWS. Alrededor de ese tiempo, Adolph alcanzó su pico de intensidad con vientos de 110 mph (175 km / h), mientras la tormenta se desarrolló brevemente un bien definido ojo. En ese momento, Adolph fue el huracán de mayo más fuerte de la historia. Sin embargo, este registro fue roto por un huracán en 2001 que también fue nombrado Adolph.
Después de intensidad máxima, Adolph debilitó gradualmente a un huracán de categoría 1. Para el 25 de mayo de Adolph curvó bruscamente al norte-nordeste, como resultado de haber sido dirigido por media-capa profunda anticiclónica. A pesar de estar situado sobre las aguas cálidas bastante, Adolph debilitado considerablemente debido al aumento de la cizalladura del viento. A pesar de la EPHC espera que la tormenta permanecer en el mar, Adolph curvada hacia el norte-nordeste. A continuación, se degradó a tormenta tropical el 25 de mayo rápido debilitamiento, la tormenta tropical Adolph movió en tierra cerca de Puerto Vallarta temprano al día siguiente. Después de mover brevemente en alta mar, se ponía de nuevo a tierra cerca de Mazatlán en 0800 UTC ese día. Adolph pronto se disipó sobre la tierra, convirtiéndose en la primera de las dos tormentas de huelga de la costa del Pacífico de México durante la temporada. Debido a que el huracán Adolph debilitado significativamente antes de tocar tierra, sin muertes ni daños importantes ocurrieron. Sin embargo, los restos de la tormenta trajo fuertes lluvias y ráfagas de viento de la Florida. a pesar de un moderno huracanes en el Pacífico la temporada comienza el 15 de mayo un periódico consideró a Adolph una tormenta de "pretemporada".

### Huracán Barbara
Una perturbación tropical se observó por primera vez a principios de junio alrededor de 210 millas (340 km) al sur de Guatemala, y se dirigió hacia el oeste. La perturbación tropical se intensificó, y se convirtió en la segunda depresión tropical de la temporada el 9 de junio Después de permanecer en una depresión tropical durante 24 horas, el sistema fue actualizado posteriormente a la tormenta tropical Bárbara. En un principio, se esperaba que Barbara venir muy cerca la costa mexicana; sin embargo, esto no sucedió. En un primer momento, la tormenta tropical Bárbara se trasladaron al oeste-noroeste, aunque el 11 de junio, el ciclón giró hacia el oeste-noroeste intensidad al tiempo que obtienen gradualmente. A las 18.00 UTC del 12 de junio Barbara se estima que ha alcanzado la categoría de huracán cuando su centro 175 millas (280 km) al norte de la isla de Clipperton. Poco después de convertirse en un huracán, rápida profundización comenzó, y por la mañana siguiente, el huracán alcanzó la categoría de gama alta 1 . Seis horas más tarde, Barbara se saltó la categoría 2, y se convirtió en un huracán mayor. A las 18.00 GMT el 13 de junio, el huracán Bárbara fue aumentado en un huracán de categoría 4 en la SSHWS mientras que su fuerza máxima de 135 mph (215 km / h). En el pico, Barbara tenía un "ojo fantástico". 
El huracán Bárbara a cabo el pico de intensidad por un día. A partir de entonces, Barbara debilita lentamente después de la intensidad del pico, ya que comenzó a encontrarse con temperaturas más frías del agua, mientras se mueve lentamente hacia el norte por el borde occidental de una zona de alta presión sobre el centro de México. Por las primeras horas de la mañana del 16 de junio de huracán se posicionó 380 kilómetros (235 millas) al oeste-suroeste de Isla Socorro y alrededor de 500 millas (805 kilómetros) al oeste de la costa de México. Más tarde ese día, Barbara se debilitó a una tormenta tropical debido a la fuerte cizalladura del viento. Barbara fue degradada a depresión tropical en los comienzos el 17 de junio un nuevo debilitamiento persistió, y Barbara se disipó el 18 de junio En el momento de la disipación, el sistema se encuentra a varios cientos de millas al oeste-suroeste de la península de Baja California.

### Tormenta Tropical Cosme
A una baja latitud una perturbación tropical con movimiento hacia el oeste se declaró una depresión tropical en los comienzos del 2 de julio. Después de hacer un giro al noroeste, la depresión mantuvo su intensidad durante 42 horas. Por 1200 UTC del día 4 de julio, el sistema finalmente se actualizó en una tormenta tropical después de la convección aumentó en la cobertura. Sin embargo, Cosme falló a intensificar aún más, y después de encontrar aguas más frías, la tormenta se disipó rápidamente. El EPHC declaró Cosme disipa a las 1800 UTC del 5 de julio.

### Tormenta Tropical Dalilia
Un área de intensas tormentas eléctricas desarrolló 230 millas (370 kilómetros) al sur del Golfo de Tehuantepec, el 4 de julio El sistema se clasificó por primera vez como una depresión tropical a las 1800 UTC del 5 de julio aproximadamente 345 millas (555 kilómetros) al sur-sureste de Acapulco. Volviendo al oeste-noroeste y luego al noroeste mientras se acelera, la EPHC mejoró la depresión en la tormenta tropical Dalilia a las 1800 UTC el 6 de julio Continua para ganar fuerza, Dalila alcanzó su pico de intensidad como una fuerte tormenta tropical en las primeras el 8 de julio Después de girar al oeste del tormenta tropical comenzó a perder fuerza, mientras que encontrarse con el agua más fría. A las 0600 UTC del 10 de julio, la tormenta tropical Dalilia había sido degradado en una depresión tropical. Dos días más tarde, el EPHC informó que el ciclón tropical se había disipado.

### Tormenta Tropical Erick
La tormenta tropical Erick se originó a partir de una onda tropical que atravesó América Central el 9 de julio y 10 de julio a las 0600 UTC del 12 de julio, el EPHC informó de que había mejorado la perturbación en una depresión tropical. La depresión se desplazó de manera constante al oeste-noroeste bajo la influencia de un anticiclón sobre la Península de Yucatán. El sistema se intensificó gradualmente en aguas cálidas como 86 °F (30 °C) y a las 0000 UTC del 13 de julio, la agencia elevó la baja en una tormenta tropical. La tormenta tropical Erick alcanzó una intensidad máxima el 14 de julio como una tormenta tropical de gama alta. La tormenta mantiene su máxima intensidad durante 24 horas, antes de encontrarse con el agua más fría. Rápido debilitamiento, Erick se disipó el 16 de julio lejos de la tierra.

### Tormenta Tropical Flossie
Una perturbación tropical desarrolló 70 millas (115 km) al suroeste de Manzanillo a finales de junio 16. Varias horas más tarde, la perturbación fue clasificado como una depresión tropical. Inicialmente, la depresión derivó hacia el sur, pero a las 1800 UTC del 17 de julio, el sistema de repente giró hacia el oeste-noroeste y se aceleró. La tormenta se intensificó gradualmente al pasar al noreste de la Isla Socorro. Mediodía el 19 de julio, la depresión tropical se actualizó en la tormenta tropical Flossie. Seis horas más tarde, la tormenta tropical Flossie alcanzó su velocidad de viento máxima de 60 mph (95 km / h). Mientras la tormenta se acercó a la península de Baja California, en última instancia, la tormenta giró hacia el oeste en una zona de agua fría y altas cantidades de cizalladura del viento. Por 0000 UTC del 21 de julio de Flossie se debilitó a tormenta tropical. Doce horas más tarde, Flossie dejó de existir como un ciclón tropical.

### Huracán Gil
El séptimo ciclón tropical de la temporada se desarrolló durante las horas de la tarde del 23 de julio al Norte de la isla de Clipperton. A partir de entonces, el EPHC mejoró la depresión a la tormenta tropical Gil el 24 de julio Gil posteriormente comenzó a intensificarse; en 0000 UTC 26 de julio de la tormenta se actualizó en un huracán de categoría 1. Temprano el 27 de julio, la tormenta alcanzó una intensidad máxima de 90 mph (145 km / h). A pesar de girar al oeste-noroeste, el huracán Gil mantuvo la intensidad del huracán hasta el 29 de julio, cuando la tormenta empezó a encontrar aguas más frías. Dos días después, Gil fue rebajado en una depresión tropical Después de entrar en zona de advertencia de la APS-I el 1 de agosto, la APS-I Gil se volvió a actualizar en una tormenta tropical. Gil aceleró mientras se aproximaba a las islas de Hawái; el 3 de agosto, el ciclón tropical alcanzó su pico secundario de 45 mph (70 km / h). Después de pasar por las islas de Hawái, Gil pasó muy cerca de French Frigate Shoals el 4 de agosto como tormenta tropical marginal. Temprano el 5 de agosto, el sistema fue degradada a una depresión tropical y degeneró en un canal de aproximadamente 300 millas (485 kilómetros) al oeste-noroeste de la isla de la golondrina de mar más tarde ese día.
Antes de la llegada de Gil, avisos de temporal se emitieron durante gran parte de las islas, pero el 2 de agosto, estas advertencias se interrumpieron para todas las islas a excepción de Kauai. Las medusas picaron 50 turistas. En la parte norte de la isla, se informó de 70 mph (115 km / h) vientos, lo que resulta en graves daños en algunas zonas, pero daños leves a otros. Un corte de energía de menor importancia en la isla brevemente dejó 2.400 clientes sin electricidad. En Maui, las bandas de lluvia externas de Gil llevaron a inundaciones menores. En general, los daños causados por Gil fue mínimo y menos de lo esperado. En alta mar, una persona se supone que murió cuando un joven de 19 pies (5 m ) catamarán, llamado huracán, desapareció. Además, el barco de 30 pies Adad casi hundido en la tormenta y las tres personas a bordo sufrió heridas.

### Huracán Henriette
Mientras la tormenta tropical Gil se movía hacia el oeste, una perturbación tropical comenzó a desarrollarse alrededor de 180 millas (290 kilómetros) al sur de la Guatemala costa. Después de desarrollar una circulación, el sistema fue actualizado en una depresión tropical el 27 de julio Hacia el oeste-noroeste, la depresión fortalecido en la tormenta tropical Henriette a las 1800 UTC ese día. Henriette siguió profundizando, y por la tarde del 28 de julio los vientos de tormenta alcanzado de 65 mph (105 km / h). Aunque en un principio se espera que representen una amenaza a Hawái, esto no ocurrió. Se intensificó rápidamente, y la tarde del 28 de julio de la EPHC actualizar la tormenta en un huracán. Mientras gira al oeste-suroeste en una pista similar a Gil, que alcanzó intensidad de categoría 2 el 29 de julio a las 0000 UTC del 30 de julio de Henriette se actualizó en un huracán de categoría 3. Después de estabilizarse en intensidad, que la tormenta pasara dentro de 70 millas (115 km) a la isla de Clipperton. El huracán Henriette alcanzó su pico de intensidad temprana el 31 de julio, con vientos de 135 mph (215 km / h), una Categoría 4 del sistema. En el pico, Enriqueta aparece un ojo bien definido.
Después continúe hacia el oeste-noroeste durante 12 horas, luego viró hacia el noroeste y empezó a encontrar temperaturas de los océanos más fríos. Henriette era lento para debilitar, y el 2 de agosto, que fue rebajado en un huracán de categoría 2. Dos días más tarde, Henriette se degradó a tormenta tropical. Un fuerte canal de baja presión Henriette sacó al noroeste, y más tarde al norte. El 5 de agosto, la tormenta se debilitó en una depresión tropical. La tormenta se disipó al día siguiente en una latitud alta, aunque los restos de Henriette trajeron la nubosidad a Oregón y Washington.

### Depresión Tropical Nueve-E
El 30 de julio y el 31, una perturbación tropical cruzó América Central. A una latitud baja, una depresión tropical se declaró el 3 de agosto En un principio, se esperaba que la tormenta gire hacia el oeste-noroeste, pero continuó al oeste en su lugar. Nueve falló a intensificar pesar de estar situado por encima agua tibia. La depresión se disipó el 7 de agosto tarde sobre el agua algo más fresco.

### Huracán Ismael
Los orígenes del huracán Ismael eran de una protuberancia hacia el norte de la Zona de Convergencia Intertropical (ZCIT) a principios de agosto, lo que dio lugar a la formación de una depresión tropical el 8 de agosto Seis horas más tarde, se actualizó en la tormenta tropical Ismael. Continuando con la intensidad, Ismael fue aumentado en un huracán la noche del 10 de agosto y posteriormente desarrolló un ojo. La tormenta pronto alcanzó su pico las 100 mph (160 km / h). Tarde el 11 de agosto, el huracán Ismael comenzó a debilitarse, ya que se encontró con aguas más frías y el huracán pronto fue degradado a la categoría 1 en la SSHWS. Al día siguiente, Ismael fue rebajado en una tormenta tropical alrededor de 380 millas (610 kilómetros) al oeste de la península de Baja California. El 14 de agosto, la tormenta se debilitó en una depresión tropical cuando su centro alrededor de 250 millas (400 kilómetros) al oeste de Point Ensenada. Manuel disipa ese día.
Mientras que todavía en el mar, Ismael trajo olas de 6-9 pies (1,8-2,7 m) a gran parte del sur de California, aunque las olas de la tormenta fueron menores de lo esperado. A una persona fue barrido en una playa. los restos de la tormenta más tarde se trasladó sobre el sur de California, lo que resulta en la precipitación moderada. el valle de la yuca fue la más afectada por la tormenta, donde casi todas las carreteras se lavó a cabo. casi 50.000 residentes en Palm Springs fueron aislados debido a las lluvias. Un tornado cerca de los Ángeles dio lugar a daños menores. en San Bernardino, muchos edificios fueron destruidos, obligando a numerosas evacuaciones. alrededor de 80.000 hogares se quedaron sin energía eléctrica a través de la Inland Empire. Por otra parte, tres carreteras interestatales estaban cerrados. En total, se informó de lesiones leves y tres personas murieron en San Bernardino, cuando su automóvil se extendió en un canal. Los daños provocados por la tormenta ascendió a $ 19 de millones (1983 USD). Después de que afecta a California, los restos del huracán se movió en Nevada. Muchos lotes de estacionamiento en Laughlin se inundaron. Dos ciudades pequeñas también fueron aislados. Varias calles principales en las afueras de Las Vegas fueron cerradas debido a las inundaciones.

### Depresión Tropical Once-E
El undécimo ciclón de la temporada de 1983 formado a partir de un área de intensa tormentas eléctricas ubicadas sobre la Península de Yucatán el 11 de agosto y 12. Después de cruzar la península mexicana, se puso de manifiesto en la cuenca del Pacífico, cerca de Guadalajara a principios de agosto 13. Después de girar al noroeste, se intensificó en una depresión dos días más tarde después de mostrar un signo de circulación. La depresión continuó noroeste con poco cambio en la velocidad del viento, y el 16 de agosto, aproximadamente 24 horas después de la formación, la depresión se disipó después de su circulación dejó muy cerca de tocar tierra en la península de Baja California.

### Depresión Tropical Uno-C
La depresión tropical Uno-C formó el 19 de agosto lejos de tierra, con vientos de 35 mph (56 km / h). Se movió de manera constante al oeste. A pesar de estar sobre aguas cálidas, Uno-C se debilitó rápidamente y perdió profunda convección . La depresión se disipó el 20 de agosto después de desarrollar brevemente una circulación cerrada.

### Tormenta Tropical Juliette
La tormenta tropical Juliette se originó a partir de una depresión tropical que se formó por primera vez el 24 de agosto de 130 millas (210 kilómetros) al este-noreste de la isla de Clipperton. Hacia el oeste-noroeste y brevemente al oeste, la depresión se intensificó gradualmente. El sistema se volvió noroeste alrededor de una cresta de la costa occidental de Baja California Sur. A las 18.00 UTC del 26 de agosto, el EPHC anunció que la depresión se había fortalecido en una tormenta tropical. Avanzar hacia un fuerte canal de la costa oeste de la península, Juliette alcanzó su pico de intensidad como una tormenta tropical de nivel medio comienzos del 29 de agosto, con vientos de 60 mph (95 km / h). Con el logro de intensidad máxima, Juliette desarrolló un ojo. Sin embargo, Juliette comenzó a debilitarse con el agua más fría. Mientras tanto, el canal se debilitó y la tormenta tropical Juliette se dirigió al oeste. El 30 de agosto, el EPHC remarcó que Juliette fue degradada a una depresión. Dos días más tarde, la depresión tropical Juliette se había disipado por el agua fría.

### Depresión Tropical Dos-C
Una perturbación en la ZCIT desarrolló una circulación el 29 de agosto y organizó en una depresión tropical dos días más tarde. Viajando hacia el oeste-noroeste, dos C fue inicialmente en un ambiente favorable, y por lo tanto se espera que se convierta en una tormenta tropical. Sin embargo, pronto se encontró con una cubeta y el aire seco, que detuvo el desarrollo. Se cruzó la línea de fecha internacional el 1 de septiembre y el Centro de Alerta del tifón común comenzó a emitir avisos en el sistema. La depresión se debilitó gradualmente y se disipó el 8 de septiembre Sus restos persistían cerca de las Islas Marshall durante unos cuantos días.

### Huracán Kiko
Kiko huracán se originó a partir de una perturbación tropical que atravesó América Central el 26 de agosto y 27. Después de salir en el Pacífico, la perturbación se movía constantemente hacia el oeste. En 0600 UTC del 31 de agosto el EPHC clasificó el sistema como una depresión tropical alrededor de 300 millas (485 km) al sur de Salina Cruz. Una cresta bien desarrollado se centra sobre Nuevo México y se movía hacia el sur, causando la cizalladura del viento luz sobre el sistema. A las 1800 UTC del 31 de agosto, la depresión se intensificó en la tormenta tropical Kiko. previsto inicialmente para girar hacia el oeste y la cabeza hacia el mar, la tormenta se movió al noroeste, mientras que paralela a la costa mexicana. Temprano el 1 de septiembre, Kiko comenzó a profundizar de forma explosiva, y en 1800 GMT, se intensificó en un huracán categoría 3 en la SSHWS, sin pasar por las categorías 1 y 2 de estado. Seis horas más tarde, el EPHC informó que Kiko se había intensificado en una categoría de gama baja 4. Después de permanecer a esta intensidad durante 30 horas, el huracán se reanudó la intensificación, alcanzando una intensidad máxima de 145 mph (235 km / h) tarde el 3 de septiembre alrededor de 400 millas (645 kilómetros) al oeste de Lázaro Cárdenas. 
Poco después de su pico, una combinación de aguas más frías y el aumento de la cizalladura del viento asociado con el subtropical corriente en chorro dio lugar a un rápido debilitamiento. El huracán Kiko pronto fue degradada a la condición de categoría 3 en la SSHWS, antes brevemente volver a intensificar el 4 de septiembre Ese día, Kiko reanudó debilitamiento y fue degradado a la categoría 2 cuando la tormenta giró hacia el oeste-noroeste de la costa mexicana. El 5 de septiembre, la tormenta fue degradada en un sistema de Categoría 1; En este momento, el EPHC revisó su pronóstico y prevé que la tormenta para acelerar y acercarse a Baja California. El 7 de septiembre, Kiko se debilitó a una tormenta tropical . Posteriormente, el sistema giró hacia el norte y se degradó a depresión tropical al día siguiente. Ahora carente de convección, Kiko disipada temprano el 9 de septiembre alrededor de 450 millas (725 kilómetros) al oeste-suroeste de Baja California.
Las bandas de lluvia externas del huracán Kiko causaron daños considerables a casas y hoteles situados cerca de la costa de México, obligando a la evacuación de cientos de personas. Las estaciones de Tecomán y Manzanillo fueron los más afectados por la tormenta. Fuera de Colima, sin embargo, se informó poco daño. Kiko trajo nubes altas a la porción de extremo suroeste de la península de Baja California durante cuatro días. Mientras que en el mar, el huracán Kiko fue responsable de 12 pies (3,7 m) olas a lo largo de Newport Beach, California , lo que resulta en más de 100 rescates salvavidas. a medida que un sistema tropical debilitando, Kiko trajo la humedad subtropical y de nubes altas a California.

### Huracán Lorena
Hacia el final de la primera semana de septiembre, el próximo ciclón de la temporada estaba empezando a formar al sur de la costa mexicana. Una perturbación se trasladó hacia el oeste y se clasificó como una depresión tropical cerca de 90 millas (145 kilómetros) al sur de Acapulco a principios de septiembre 6. Al igual que Kiko, la tormenta se intensificó rápidamente, y se actualizó en una tormenta tropical a las 1800 UTC ese día. inicialmente se mueve muy lentamente, la tormenta hizo un giro brusco al noroeste, paralelo a la costa de México. Acelerar, un ojo mal definida convirtió en el primer visible en las imágenes de satélite alrededor de 1500 UTC del 7 de septiembre El EPHC actualizarse Lorena en un huracán tres horas más tarde. Al día siguiente temprano, Lorena se intensificó en un huracán de categoría 2. a las 12.00 UTC del 8 de septiembre de Lorena alcanzó vientos de un huracán de categoría 3 en las SSHWS; . al mismo tiempo, la tormenta alcanzó su pico de intensidad, con vientos de 115 mph (185 km / h).
Después de mantener la intensidad máxima de seis horas, Lorena comenzó a debilitarse en aguas más frías. Muy temprano el 9 de septiembre, el EPHC rebajó Lorena se debilitó a un huracán de categoría 1; Se esperaba que la tormenta a surgir en el sur del Golfo de California en aproximadamente 48 horas y después de meandros. Sin embargo, esto no ocurrió. Mientras tanto, Lorena se volvió a modernizarse y convertirse en un huracán de categoría 2, una intensidad de la que se llevó a cabo a 12 horas. Después de debilitar brevemente de nuevo a un huracán de categoría 1, Lorena se trasladó al oeste-noroeste y en un entorno de baja cizalladura del viento. Posteriormente, Lorena alcanzó su pico secundario con vientos de 105 mph (170 km / h) al pasar sobre 150 millas (240 km) al sur de Cabo San Lucas. Sin embargo, el agua más fría comenzó a hacer mella en la tormenta y el 12 de septiembre, la tormenta se debilitó a categoría 1. Más tarde ese mismo día , Lorena se debilitó a una tormenta tropical debido a una combinación de fuerte cizalladura y las temperaturas superficiales del mar frío. Mediodía el 13 de septiembre, el EPHC rebajó el sistema en una depresión tropical. Además, el sistema se disipó 18 horas más tarde. En el momento de la disipación, Lorena estaba centrada alrededor de 750 millas (1205 kilómetros) al oeste-suroeste de San Diego.
El huracán trajo Lorena fuerte oleaje y tiempo squally a gran parte de la costa de México, en particular Manzanillo. Por otra parte, también fue responsable de $ 33.000 en daños a Acapulco. Siete personas murieron debido a las inundaciones. Cuatro barcos hundidos en la tormenta; Como resultado, muchos puertos locales cerrados. Además, un deslave bloqueó una porción de la carretera Panamericana.

### Huracán Manuel
Una perturbación tropical vigorosa se observó por primera vez el 10 de septiembre al sur del Golfo de Tehuantepec. A pesar de la presencia de cizalladura del viento, el sistema EPHC modernizarse y convertirse en una depresión tropical a las 0600 UTC del 12 de septiembre y una tormenta tropical a las 1200 UTC ese día , mientras que en torno a 300 millas (485 km) al sur de Puerto Escondido . Manuel alcanzó la fuerza de huracán en las primeras de septiembre 14. Varias horas más tarde, Manuel alcanzó una velocidad máxima de viento secundaria de 90 mph (145 km / h). Sin embargo, esta tendencia fue de corta duración, y muy pronto el 15 de septiembre, el viento de la tormenta disminuyó a 75 mph (120 km / h), solo para reintensify de nuevo esa noche. Temprano el 16 de septiembre, Manuel se volvió hacia el, mientras que al norte el desarrollo de un pequeño ojo. el huracán Manuel mantiene vientos de 90 mph (145 km / h) para un día antes de la EPHC actualizarse Manuel en un huracán de categoría 2. el 17 de septiembre, sin embargo, Manuel desarrolló una mucho más grande y ojo bien definido; de la tarde; Manuel alcanzando una intensidad máxima de 115 mph (185 km / h) como un gran huracán.
La tormenta celebrada en grandes vientos huracanados durante 12 horas antes de que posteriormente debilitando. En 0000 UTC del 18 de septiembre, el ojo se derrumbó ya que comenzó a encontrarse con temperaturas más frías del océano. Manuel fue interceptado por un caza huracanes aviones ese día, el cual no encontró evidencia de una pared del ojo, por lo tanto, Manuel fue rebajado en una tormenta tropical alrededor de 600 millas (965 km) al sur de San Diego . Después de girar hacia el norte-noreste, cazadores de huracanes penetraron en la tormenta, por segunda vez, y señaló que la tormenta era un remolino de nubes. El 19 de septiembre, el EPHC rebajó el sistema en una depresión. Al día siguiente, Manuel llegó a tierra a lo largo de la parte oriental de la isla de Guadalupe antes de disiparse a las 1200 UTC.
Los restos del huracán Manuel tarde trajeron lluvia para el suroeste de los Estados. Las bandas de lluvia externas de Manuel comenzaron a producir la humedad sobre la región el 18 de septiembre, y continuaron hasta el 21 de septiembre En las montañas y los desiertos de California, la tormenta trajo fuertes lluvias a través. Un laboratorio cerca de Palm muelles registró una precipitación total máxima de 2,85 in (72 mm). un total de 3.000 clientes se quedaron sin electricidad en Porterville debido a fuertes vientos, lluvias torrenciales, lo que llevó a un daño menor. Numerosos incendios se produjeron en el condado de Kern , pero ninguno de estos incendios causaron daños importantes. Más al este, en Arizona, se informó aisladas lluvias, alcanzando un máximo de 2,56 en (65 mm) en la presa de Álamo. A lo largo del norte porción de Baja California , Manuel trajo lluvias y olas altas. En total, el impacto de la tormenta fue menos de lo previsto.

### Tormenta Tropical Narda
Varias horas después de que Manuel se disipó el 20 de septiembre, una perturbación tropical se formó a 200 millas (320 km) al sur de la Isla Socorro. Si bien situada al sur de una cresta, la perturbación comenzó a profundizar. Después de desarrollar una circulación, el sistema fue declarado una depresión tropical la mañana del 21 de septiembre Más tarde esa mañana, el EPHC actualizar la perturbación en una tormenta tropical. Narda se aferró a la intensidad de tormenta tropical marginal durante 36 horas antes de la intensificación rápida, y el 23 de septiembre, la tormenta había alcanzado vientos de 60 mph (95 km / h). A partir de entonces, la tormenta giró hacia el oeste-noroeste y se debilitó de manera constante después de encontrarse con el agua más fría. El 26 de septiembre, el EPHC rebajó Narda en una depresión. Después de la aceleración, la tormenta entró en la zona de APS-I al día siguiente.
La tormenta tropical Narda luego comenzó a encontrarse con aguas ligeramente más cálidas, y así comenzó a restrengthen. A las 1800 UTC del 27 de septiembre, la APS-I anunció que Narda había recuperado la fuerza de tormenta tropical. Rápidamente se intensificó y comienzos del 29 de septiembre de un avión caza huracanes reportó vientos de 70 mph (115 km / h) y la formación de un ojo. En este momento, Narda se encuentra a unos 300 millas (485 km) al sureste de Hilo . Esa noche, la tormenta comienza a mostrar signos de debilitamiento como se vio al suroeste lejos del grupo de Hawái. El 30 de septiembre, sin embargo, Narda, con vientos de 50 mph (80 km / h), hizo su aproximación más cercana al Hawái, pasando de 150 millas (240 km) al sur de South Point . Después de una breve intensificar el 1 de octubre, de pronto se disipó horas después.
Debido a los datos de los modelos de predicción de ciclones tropicales , que mostró Narda pasando muy cerca de las islas de Hawái, y los temores de una repetición del huracán Iwa, una alerta de huracán fue publicada para todas las islas de Hawái en 0700 UTC el 28 de septiembre. avisos de temporal y avisos de altas de surf se emitieron para todo el estado. las autoridades instaron a muchos hawaianos para completar los preparativos por la noche del 28 de septiembre los campistas en los parques costeros también fueron clasificadas por la policía a encontrar refugio en tierras más altas. Sin embargo, el aviso de huracán se suspendió después de Narda desvió el 29 de septiembre Mientras tanto, avisos de temporal y avisos de altas de surf fueron retirados de ese día para todas las islas a excepción de la isla grande. las bandas de lluvia externas de Narda trajo lluvia localmente fuertes para el estado. las inundaciones se informó de las zonas orientales de la isla grande. Nueve familias fueron evacuadas a refugios. Más alto que la resaca normal fue también observado en las playas que dan al este y sureste. En general, los daños causados por Narda era menor de edad.

### Tormenta Tropical Octave
Una perturbación tropical se formó al sur del Golfo de Tehuantepec el 23 de septiembre, que se trasladó al oeste durante cuatro días antes de obtener el estatus de depresión tropical. Inicialmente, la depresión se encuentra sobre aguas cálidas; Sin embargo, la cizalladura del viento aumentó posteriormente en las proximidades de la tormenta. Sin embargo, el 28 de septiembre, la depresión fortaleció en la tormenta tropical Octave. Seis horas más tarde, Octave alcanzó una intensidad máxima de 45 mph (70 km / h) y una disminución en la velocidad de avance si se gira hacia el noreste. El 30 de septiembre, comenzó a debilitarse debido a las aguas más frías y aumento de la cizalladura vertical del viento. A las 12.00 GMT el 2 de octubre, el EPHC emitió su último consultiva sobre la tormenta, ya que la circulación superficial se había disipado.
Debido a la amenaza de inundaciones, las advertencias de inundaciones locales se emitieron durante gran parte de Arizona. Al final, la mayor precipitación asociada con Octave fue de 12,0 in (300 mm) en el Monte Graham. En todo el estado , el exceso de lluvias hizo que muchos ríos se desborden. La Santa Cruz, Rillito, y Gila ríos experimentaron sus más altas crestas de la historia. El escurrimiento de ambos los ríos Rillito y Santa Cruz inundado Marana. Mayor se informó de inundaciones a lo largo del río Gila, y dos de sus afluentes, el río San Francisco y el río San Pedro. Estas lluvias devastaron Clifton lo largo del valle del río San Francisco. Más de 700 viviendas fueron destruidas en Clifton. Más hacia el sur a lo largo del río Gila, se informó de grandes inundaciones en el extremo sureste de Arizona. Willcox estaba casi inundado. más al oeste, en Phoenix , 150 personas fueron evacuadas de un complejo de apartamentos. en toda el área metropolitana de Phoenix, se iniciaron ocho incendios a través de la iluminación.
La tormenta tropical Octave fue considerada la peor inundación en la historia del Condado de Pima. Octave también es considerado como el peor sistema tropical afectar Arizona. Cerca de 3.000 edificios fueron dañados debido a Octave. Un total de 853 estructuras eran destruida por Octave mientras que otros 2.052 fueron dañadas. Cerca de 10.000 personas han sido desplazadas temporalmente. los daños en Arizona ascendió a $ 500 millones. Catorce personas murieron ahogadas y 975 personas resultaron heridas. Por otra parte, en Nuevo México , un total máximo de 5,42 en (138 mm) de lluvia se registró, lo que resulta en inundaciones. Gobernador de Nuevo México Toney Anaya declaró el estado de emergencia en Catron Condado . Los daños en Nuevo México se estimó en $ 12,5 millones. En México, 12 pulgadas (300 mm) de lluvia se informó en Altar. En Sonora , muchos caminos estaban cerrados. el 3 de octubre, la gobernadora de Arizona Bruce Babbitt declaró el estado de emergencia. el presidente Ronald Reagan declaró ocho condados de Arizona una "zona de desastre" el 5 de octubre.

### Huracán Priscilla
Mientras la tormenta tropical Octave seguía activo, una perturbación tropical se formó el 29 de septiembre cerca de la isla de Clipperton. La perturbación se trasladó al noroeste, y se actualizó en una depresión a las 1800 UTC. Mientras se mueve por debajo de la zona sudoeste de la cordillera, Priscilla se intensificó de manera constante. Temprano el 3 de octubre, Priscilla fue aumentado en un huracán. Después de permanecer un huracán de categoría 1 durante la mayor parte del día, se actualizó en un huracán de categoría 2 de la noche, y, posteriormente, comenzó a intensificarse rápidamente. A las 0000 UTC del 4 de octubre, aproximadamente 24 horas después de convertirse en el primer huracán, Priscilla se actualizó en un gran huracán, con vientos de 115 mph (185 km / h). Mientras que en el pico, que se llevó a cabo durante 12 horas , Priscilla muestra un ojo bien definido. Además, el huracán comenzó un giro brusco hacia el norte-noroeste debido a un fuerte canal de la costa sur de California y se esperaba inicialmente que la tormenta se mueva en tierra de Baja California y traer lluvias torrenciales a Arizona.
Poco después de su pico, Priscilla empezó a encontrar aguas más frías y por lo tanto comienzan a perder fuerza lentamente. Durante las horas previas al amanecer del 5 de octubre de Priscilla se debilitó a categoría 2. Más tarde ese mismo día, se degradó a categoría 1 sistema. Por 0000 UTC del 6 de octubre, el EPHC rebajó el sistema en una tormenta tropical. en este momento, se preveía que el sistema tocaría tierra como un sistema tropical en California. rápidamente debilitamiento, Priscilla fue degradada a una depresión de ese día. Temprano el 7 de octubre, Priscilla se disipó alrededor de 150 millas (240 km) al suroeste de la isla de Guadalupe.
Debido a la amenaza de la tormenta a California, las alertas de inundaciones repentinas se emitieron durante gran parte de la parte sur del estado. En Arizona, equipo pesado fue evacuado de las zonas propensas a las inundaciones. A lo largo de la península central de Baja California, duchas se informó. Cuando todavía era un huracán de categoría 2, las bandas de lluvia exteriores de Priscilla trajeron lluvias a California, dando lugar a cortes de energía, el granizo y los accidentes de tráfico. En Los Ángeles , se estableció un registro diario de las precipitaciones. Algunas calles en Anaheim y Santa Ana fueron inundadas. El techo de una iglesia también fue dañada. En consecuencia, las advertencias de inundaciones repentinas fueron publicadas por partes de Los Ángeles , Riverside y San Bernardino. En alta mar, se generaron los mares agitados. En todo el noroeste de Arizona y Nevada, chubascos y tormentas eléctricas ocurrieron. Los restos de la tormenta se movió sobre la zona 7 de octubre los totales de precipitación fueron menos de lo esperado y la mayoría de las estaciones meteorológicas registraron menos de 0,1 en (5 mm) de precipitación. Se midió un pico total de 0,35 in (8,9 mm) de Ely.

### Huracán Raymond
Una onda tropical cruzó Nicaragua el 5 de octubre, se mueve hacia el oeste. Un centro de canto era más de México y una cresta bien desarrollada extendió hacia el oeste, hacia las islas de Hawái. A pesar de la presencia de una fuerte cizalladura del viento, cuando pasó a ser una depresión tropical 764 millas (1230 kilómetros) al sur-sureste de Cabo San Lucas el 8 de octubre La depresión se desplazó más de 84 a 86 ° aguas F (29 a 30 °C), la intensificación en la tormenta tropical Raymond el 9 de octubre La intensificación rápida, Raymond alcanzó la categoría de huracán el 10 de octubre el huracán Raymond posteriormente desarrolló un pequeño pero distinto ojo. la rápida intensificación, la tormenta se movió rápidamente al oeste. Raymond fue aumentado en un gran huracán la noche del 10 de octubre Raymond llegó a sus vientos máximos de 145 mph (235 km / h) como un huracán de categoría 4 moderada alrededor de 24 horas después de convertirse en un huracán. En el momento de su pico, el huracán se encuentra a unos 800 millas (1285 kilómetros) al sur de San Diego. se cree Raymond haberse aferrado a su máxima intensidad durante casi dos días.
El huracán posteriormente se debilitó y fue sólo una categoría 2 antes del 13 de octubre, pero que volvió a intensificarse en los próximos días. Con la continua aguas cálidas, el sistema cruzado a la zona de advertencia APS-I, alcanzando un pico secundario de 140 mph (230 km / h) el 14 de octubre mientras que convertirse en una de las tormentas más fuertes jamás registrados en la región. Para entonces, Raymond había comenzado un movimiento hacia el noroeste. El ojo más tarde llegó a ser pobremente definida mientras que la forma simétrica del huracán se convirtió alargada. Los cazadores de huracanes confirmaron la tendencia de debilitamiento, reportando una presión de 968 mbar (28,6 inHg). Raymond huracán se debilitó a tormenta tropical el 16 de octubre como la cizalladura del viento tuvo su efecto en la tormenta. Mientras tanto, la tormenta se desvió hacia el noroeste y se sometió a varios bucles. Dos días después de la tormenta reanudó su movimiento hacia el oeste a medida que se debilitó a depresión tropical. Se convirtió carente de convección profunda, y tocó tierra en Molokai de octubre 20, mientras que todavía depresión tropical. Poco después, Raymond se disipó hacia el interior.
Debido a que los meteorólogos pronosticaban que la tormenta puede representar una amenaza para el grupo de islas de Hawái, la APS-I emitió una alerta de huracán para Hawái. Un asesor de alto oleaje también se emitió. Como Raymond se acercó a Hawái, el ciclón levantaban muy altas resacas que azotaron la isla grande. En el extremo este de la cadena de las islas de Hawái fue azotado por el oleaje 10-15 pies (3,0 a 4,6 m). Además, Raymond trajo lluvias beneficiosas y ráfagas de viento en todas las islas. La precipitación fue de 1 a 2 en (25 a 51 mm) en Maui. Hubo una muerte cuando un marinero se perdió por la borda de la embarcación Hazaña; el barco viajaba desde Tahití a San Diego, pero el curso fue alterado a Hawái debido a la tormenta. La superviviente, Tami Oldham Ashcraft, publicó un libro con su historia, que más tarde fue adaptada al cine en la película A la deriva. Mientras que solo un daño menor fue reportado como resultado del huracán, el buque de pesca Hicimos también emitió una llamada de socorro de ayuda debido a la tormenta.

### Tormenta Tropical Sonia
Situada a varios cientos de millas al oeste del huracán Raymond, una perturbación tropical se formó el 8 de octubre en movimiento al oeste-noroeste, la perturbación se actualizó en una depresión tropical el 9 de octubre Después de trasladarse al oeste-noroeste durante 12 horas, se giró hacia el oeste. A pesar de aguas cálidas, fuerte cizalladura de viento del oeste impedido tanto un mayor desarrollo. El 10 de octubre, el EPHC actualizarse Sonia en una tormenta tropical. Ese día, Sonia alcanzó una intensidad máxima de 45 mph (75 km / h). Sin embargo, esto fue de corta duración como la actividad de tormenta rápidamente se convirtieron en desplazados del centro. En 0000 UTC del 11 de octubre de Sonia se debilitó a depresión tropical. [6] Aproximadamente 24 horas más tarde, Sonia se debilitó a una perturbación tropical después de que no pudo mantener una circulación cerrada. A partir de entonces, la tormenta entró en zona de advertencia de la APS-I, donde comenzó a encontrarse con aguas más cálidas y la cizalladura del viento más ligero, y así comenzó a profundizar. El 13 de octubre, Sonia recuperó la intensidad de las tormentas tropicales y brevemente representaba una amenaza a Hawái. A pesar de que queda pequeño y desorganizado, Sonia alcanzó una intensidad máxima de 45 mph (75 km / h) para una segunda vez en la noche. Sin embargo, la salida del huracán Raymond debilitó el sistema y Sonia se disipó el 14 de octubre más de 1.000 millas (1.610 km) al sur-sureste de la isla grande.

### Huracán Tico
Los orígenes del huracán Tico eran de una perturbación tropical débil que cruzó a Costa Rica en el Océano Pacífico el 7 de octubre sobre aguas cálidas, el sistema era suficientemente organizados para ser declarada la Depresión Tropical Veintiuno el 11 de octubre, alrededor de 575 millas (930 km ) al sur de Acapulco . El 12 de octubre se volvió bruscamente hacia el norte; la depresión se actualizó a la tormenta tropical Tico el 13 de octubre la tormenta tropical Tico continuó intensificándose. Dos días después de convertirse en una tormenta tropical, Tico reforzando a fin de alcanzar la categoría de huracán. Para el 16 de octubre de Tico había alcanzado el estatus de huracán. Temprano el 19 de octubre, alcanzó vientos máximos de 130 mph (215 km / h). Se debilitó ligeramente a medida que se aproximaba a la costa, y en aproximadamente 1500 UTC ese día Tico hizo tocar tierra cerca de Mazatlán, con vientos de 125 mph (205 km / h). Se debilitó rápidamente sobre tierra y se fusionó con un frente frío . Los restos de Tico se observaron última el 24 de octubre sobre Ohio.
Lluvias moderadas se informó alrededor de la ubicación de tocar tierra, alcanzando un máximo de 8,98 en (228 mm) en Pueblo Nuevo, Durango ; precipitación ligera de 1-3 en (25-75 mm) produjo más hacia el interior hacia la frontera México / Estados Unidos. Dos 328 pies (100 m) barcos anclados se lavaron en tierra junto a las olas y las fuertes marejadas, con una total de siete naves desaparecidas. En general, el huracán hundió nueve buques pequeños, y nueve pescadores fueron asesinados. El huracán Tico era responsable de graves inundaciones y graves daños debido a los fuertes vientos. En todo el estado de Sinaloa , el huracán destruyó cerca de 19.000 acres (77 km²) de frijol y maíz, aunque la mayoría de los daños agrícolas se produjo al sur de Mazatlán. Además, el huracán interrumpe el flujo de agua potable. Un total de 13 hoteles recibió grandes daños y 14 personas resultaron heridas. Veinticinco mil personas quedaron sin hogar y daños en todo el país se estimó en $ 200 millones (1983 USD). El huracán Tico causó un total de 135 muertes en México.
Lluvia de Tico continuó en el centro-sur de Estados Unidos; graves inundaciones se informó lo largo del bajo río Washita. A través de Guthire, 5% de la población de la ciudad, lo buscaron tres emergencia refugio debido a 7 pies (2,1 m) aguas profundas. a lo largo de Oklahoma y Texas, 200 personas fueron desplazadas y seis personas murieron. Un total de $ 77 millones en daños a los cultivos ocurrió en Oklahoma. El daño total en el estado se estimó en $ 84 millones. Por otra parte, una persona murió en el Kansas.

### Depresión Tropical Veintidós-E
El 18 de octubre, una perturbación tropical se observó alrededor de 300 millas (485 kilómetros) al sur del Golfo de Tehuantepec . Hacia el oeste-noroeste, la perturbación se actualizó en una depresión. Después de girar al noroeste, la depresión se disipó una hora antes de trasladarse a tierra. Que dura menos de 24 horas, veintidós fue la tormenta de vida más corta de la temporada. A pesar de la falta de daños, 10 pulgadas (250 mm) de lluvia se midió a lo largo de porciones de la costa sur de México.

### Tormenta Tropical Velma
Una perturbación tropical desarrollado dentro de la ZCIT durante el 31 de octubre pesar de las condiciones desfavorables, el sistema comenzó a organizarse, y se convirtió en depresión tropical Veintitrés el 1 de noviembre Rápidamente se intensificó y se actualizó a la tormenta tropical Velma seis horas más tarde. No se produjo una mayor intensificación; Velma alcanzó su punto máximo como tormenta tropical mínima. La tormenta tropical comenzó a debilitarse después de 18 horas, y se degradó a depresión tropical el 2 de noviembre El día siguiente, el EPHC emitió el aviso final sobre la depresión tropical Velma.

### Huracán Winnie
Debido a una combinación de temperaturas superficiales del mar inusualmente cálidas y el desplazamiento de la ZCIT a norte, una pequeña área de tiempo perturbado formó a principios de diciembre. Situado al sursudoeste de Acapulco, la perturbación organizada en una depresión tropical el 4 de diciembre. poco a poco se dirigió hacia el norte, y se intensificó en una tormenta tropical. Winnie alcanzó su punto máximo en intensidad el 6 de diciembre. Inicialmente se esperaba para continuar hacia el norte, la tormenta se estancó en su lugar. Debido a la cizalladura del viento provocado por una depresión, Winnie comenzó a deteriorarse rápidamente, y se degradó a tormenta tropical esa noche. Después de que debilita aún más en una depresión, Winnie se disipó el 7 de diciembre. Su perturbación remanente luego se trasladó al oeste. Winnie era un fuera de la temporada de tormentas , y es el único conocido de ciclones tropicales de diciembre en el Pacífico al este desde el registro adecuado moderna comenzó en 1949. Winnie es el último huracán el registro en el nordeste del Pacífico.
A pesar de que el ciclón tropical que nunca llegó a tierra, que causó la lluvia en algunas partes de México. El total más alto de 3,6 en (91 mm) se registró en Caleta de Campos. Por otra parte, la tormenta trajo fuertes vientos de la región, pero el daño fue menor de lo esperado.

## Nombres de las Tormentas
Los siguientes nombres fueron usados para tormentas que se formaron en el Pacífico Oriental en 1983. Todos los nombres de la lista fueron utilizados este año. No hay nombres fueron retirados, por lo que se utilizó de nuevo en la temporada de 1989. No se utilizaron los nombres de Pacífico central; el primer nombre que se utilizaría habría sido Keli.
| - Adolph - Barbara - Cosme - Dalilia - Erick - Flossie - Gil | - Henriette - Ismael - Juliette - Kiko - Lorena - Manuel - Narda | - Octave - Priscilla - Raymond - Sonia - Tico - Velma - Winnie |